# لقوح (لودر)

تعديل مصدري - تعديل

لقوح هي إحدى قرى عزلة زارة بمديرية لودر التابعة لمحافظة أبين، بلغ تعداد سكانها 449 نسمة حسب تعداد اليمن لعام 2004.